# تعرفه
تعرفه (به انگلیسی: Tariff) مالیاتی است که دولت برای واردات یا صادرات کالا وضع می‌کند. عوارض واردات علاوه بر اینکه منبع درآمدی برای دولت است، می‌تواند گونه‌ای تنظیم تجارت و سیاست خارجی باشد که برای تشویق یا محافظت از صنعت داخلی، از محصولات خارجی مالیات می‌گیرد. تعرفه‌ها به همراه سهمیه واردات و صادرات از جمله پرمصرف‌ترین ابزارهای حمایت‌گرایی هستند.
ممکن است تعرفه‌ها ثابت (مبلغ ثابت هر واحد کالای وارداتی یا درصدی از قیمت) یا متغیر (مبلغ آن با توجه به قیمت متفاوت است) باشند. به تعرفه‌های متغیر در ایران سود بازرگانی گفته میشود که بر اساس قانون تجارت خارجی طی مصوبه هیئت وزیران تعیین شده و از حقوق گمرکی مجزا است و به صورت ریالی توسط گمرک دریافت می‌شود. دولت می‌تواند بر روی هر یک از کالا‌ها با نگرش به سیاست‌های حمایتی خود سود بازرگانی را افزوده یا کم کند. تغییرات سود بازرگانی براساس شرایط اقتصادی، میزان تولید و عرضه و تقاضا انجام می‌گیرد.
مالیات بر واردات بدین معنی است که با گران شدن مردم احتمال خرید آن‌ها کمتر است. هدف این است که آن‌ها محصولات محلی را بخرند و این باعث تقویت اقتصاد کشورشان می‌شود؛ بنابراین تعرفه‌ها انگیزه‌ای برای توسعه تولید و جایگزینی واردات با محصولات داخلی است. تعرفه‌ها به منظور کاهش فشار ناشی از رقابت خارجی و کاهش کسری تجاری است. آن‌ها در طول تاریخ به‌عنوان وسیله‌ای برای محافظت از صنایع نوزاد و اجازه دادن به صنعتی‌سازی جایگزین واردات توجیه شده‌اند. همچنین ممکن است تعرفه‌ها به دلیل «قیمت‌شکنی»، یارانه‌های صادراتی یا دستکاری ارز، برای اصلاح قیمت‌های مصنوعی پایین برخی کالاهای وارداتی استفاده شود.
در این مورد اقتصاددانان تقریباً اتفاق نظر وجود دارد که تعرفه‌ها تأثیر منفی بر رشد اقتصادی و رفاه اقتصادی دارند، در حالی که تجارت آزاد و کاهش موانع تجاری تأثیر مثبتی بر رشد اقتصادی دارد. با این حال، آزادسازی تجارت می‌تواند خسارات قابل توجه و توزیع نشده‌ای نابرابر و جابجایی اقتصادی کارگران در بخش‌های رقیب واردات را به همراه داشته باشد.
کشور ایران پس از جزیره باهاما، در جایگاه دوم کشورهای دارای بالاترین تعرفه قرار گرفته است.
اکبر ترکان، دبیر شورای هماهنگی مناطق آزاد تجاری، در سال ۱۳۹۳ خورشیدی، در حمایت از تعرفه‌های واردات ایران گفت که چنانچه تعرفه‌های واردات برداشته شود هیچ‌کدام از تولیدات کشور نمی‌توانند رقابت کنند و تنها در قرمه سبزی و آبگوشت ایرانی توانایی رقابت خواهیم داشت.

## واژه‌شناسی
ریشهٔ واژه تعرفه، واژهٔ ایتالیایی tariffa است که به عنوان «لیست قیمت‌ها، دفتر نرخ» ترجمه شده است، که به احتمال بالا از طریق لاتین قرون وسطی از عربی تعریف (ta'rif) به معنی «اطلاع‌رسانی» یا «موجودی هزینه‌های پرداخت‌شده» گرفته شده است. . تعارف عربی ممکن است از رئیس بربر، طریف ابو زورا گرفته شده باشد، که نیروهای کوچک او اولین قطعه زمینی را که پس از عبور از تنگه جبل‌الطارق در سال ۷۱۰ با آن روبرو شدند، تصرف کردند. (اصلی‌ترین قدرت فتح به رهبری طارق بن زیاد - پس از وی جبل الطارق نامگذاری شده است - یک سال بعد دنبال می‌شود) صعود، جزیره‌ای که در اسپانیا به‌طور متناوب با نام‌های Punta Marroquí، Punta de Tarifa یا Isla de las Palomas شناخته می‌شود، جنوبی‌ترین نقطه قاره اروپا است. بنابر جزوه ارائه شده در تور قلعه Guzmán el Bueno در Tarifa، اسپانیا، پس از تأسیس موریس الندلس، بندر Tarifa امروزی برای استفاده از فرود از بازرگانان دریایی هزینه می‌گیرد، که منجر به تعریف مدرن واژهٔ «تعرفه» شد.

## تاریخچه

### انگلیس
در قرن ۱۴، ادوارد سوم (۱۳۷۷–۱۳۱۲) اقدامات مداخله جویانه‌ای از جمله ممنوعیت واردات پارچه پشمی را در تلاش برای تولید تولید پارچه پشمی محلی انجام داد. از سال ۱۴۸۹، هنری هفتم اقداماتی از جمله افزایش عوارض صادراتی پشم خام را انجام داد. سلطنت‌های تودور، به ویژه هنری هشتم و الیزابت اول، از توسعه گرایی، یارانه‌ها، توزیع حقوق انحصار، جاسوسی صنعتی با حمایت دولت و سایر ابزارهای مداخله دولت برای توسعه صنعت پشم استفاده کردند، منجر به این شد که انگلیس به بزرگ‌ترین کشور تولیدکننده پشم در جهان تبدیل شود.
نقطه عطف حمایت‌گرایانه در سیاست اقتصادی انگلیس در سال ۱۷۲۱ اتفاق افتاد، زمانی که سیاست‌های ترویج صنایع تولیدی توسط رابرت والپول ارائه شد. این موارد شامل افزایش تعرفه کالاهای تولیدی خارجی وارداتی و یارانه صادراتی بود. این سیاست‌ها مشابه سیاست‌های استفاده شده توسط کشورهایی مانند ژاپن، کره جنوبی و تایوان پس از جنگ جهانی دوم بود. علاوه بر این، انگلیس در مستعمرات خود فعالیت‌های پیشرفته تولیدی را که نمی‌خواست توسعه یابد، منع کرد. انگلیس همچنین صادرات از مستعمرات خود را که با محصولات خود در داخل و خارج از کشور رقابت می‌کردند، ممنوع کرد و مستعمرات را مجبور به ترک سودآورترین صنایع در دست انگلیس کرد.
در سال ۱۸۰۰، انگلیس با حدود ۱۰٪ از جمعیت اروپا، ۲۹٪ از کل آهن خوک تولید شده در اروپا را تأمین کرد، این نسبت تا سال ۱۸۳۰ به ۴۵٪ رسیده بود. تولید سرانه صنعتی حتی بیشتر بود: در سال ۱۸۳۰، ۲۵۰٪ بیشتر بود نسبت به بقیه اروپا، از ۱۱۰٪ در سال ۱۸۰۰. سیاست‌های حمایت‌گرایانه از ارتقا industrial صنعت تا اواسط قرن نوزدهم ادامه داشت. در ابتدای آن قرن، متوسط تعرفه کالاهای تولیدی انگلیس حدود ۵۰٪ بود که بالاترین میزان در میان تمام کشورهای عمده اروپا بود؛ بنابراین، طبق گفته پائول بایروش، مورخ اقتصادی، پیشرفت فناوری انگلیس «پشت موانع تعرفه‌ای بالا و پایدار» حاصل شد. در سال ۱۸۴۶، سرانه صنعتی شدن کشور بیش از دو برابر نزدیکترین رقبای آن بود. حتی پس از اتخاذ تجارت آزاد برای بیشتر کالاها، انگلیس به تنظیم دقیق تجارت کالاهای سرمایه‌ای استراتژیک، مانند ماشین آلات تولید انبوه منسوجات، ادامه داد. تجارت آزاد در انگلیس با لغو قوانین ذرت در سال ۱۸۴۶، که معادل تجارت آزاد غلات بود، به‌طور جدی آغاز شد. قوانین ذرت در سال ۱۸۱۵ برای محدود کردن واردات گندم و تضمین درآمد کشاورزان انگلیسی تصویب شده بود. لغو آن‌ها اقتصاد روستایی قدیمی انگلیس را ویران کرد، اما شروع به کاهش اثرات قحطی بزرگ در ایرلند کرد. تعرفه بسیاری از کالاهای تولیدی نیز لغو شد. اما در حالی که لیبرالیسم در انگلیس در حال پیشرفت بود، حمایت از گرایش در قاره اروپا و ایالات متحده ادامه داشت.
در ۱۵ ژوئن ۱۹۰۳، وزیر امور خارجه، امور خارجه، هنری پتی-فیتزماوریس، پنجمین مارکیت لانسداون، در مجلس لردها سخنرانی کرد و در آن از قصاص مالی علیه کشورهایی که تعرفه‌های بالایی اعمال می‌کردند و دولت‌هایشان یارانه محصولاتشان را فروخته بودند، دفاع کرد. در انگلیس (معروف به "محصولات برتر"، بعدا "دامپینگ" نامیده می‌شود). این تلافی به شکل تهدید برای تحمیل وظایف در پاسخ به کالاهای آن کشور بود. اتحادیه‌های لیبرال از لیبرال‌ها، که طرفدار تجارت آزاد بودند، جدا شده بودند و این سخنرانی نقطه عطفی در گرایش این گروه به سمت حمایت‌گرایی بود. لندزداون استدلال کرد که تهدید تعرفه‌های تلافی جویانه مانند احترام گذاشتن در اتاق افراد مسلح با اشاره به یک اسلحه بزرگ است (سخنان دقیق وی "اسلحه‌ای کمی بزرگتر از دیگران"). "شورش بزرگ" به یک شعار آن زمان تبدیل شد، که اغلب در سخنرانی‌ها و کاریکاتورها مورد استفاده قرار می‌گرفت.
در پاسخ به رکود بزرگ، انگلیس سرانجام در سال ۱۹۳۲ تجارت آزاد را رها کرد و تعرفه‌ها را در مقیاس گسترده‌ای دوباره وارد کرد، و متوجه شد که ظرفیت تولید خود را به کشورهای حمایت کننده مانند ایالات متحده و آلمان از دست داده است.

### ایالات متحده
قبل از لازم الاجرا شدن قانون اساسی جدید در سال ۱۷۸۸، کنگره نمی‌توانست مالیات بگیرد - این کشور زمین می‌فروخت یا از ایالت‌ها پول می‌خواست. دولت جدید ملی به درآمد احتیاج داشت و تصمیم گرفت با تعرفه ۱۷۸۹ به مالیات بر واردات وابسته باشد.سیاست ایالات متحده قبل از ۱۸۶۰ تعرفه‌های پایین «فقط برای درآمد» بود (از آنجا که وظایف برای تأمین بودجه دولت ملی ادامه داشت). در سال ۱۸۲۸ تعرفه بالا تلاش شد اما جنوب آن را به عنوان «تعرفه مکروهات» معرفی کرد و تقریباً باعث شورش در کارولینای جنوبی شد تا اینکه پایین آمد.
میان سال‌های ۱۸۱۶ و پایان جنگ جهانی دوم، ایالات متحده یکی از بالاترین نرخ تعرفه‌های متوسط را برای واردات تولیدی در جهان داشته است. به گفته پل بایروش، ایالات متحده در این دوره «میهن و سنگر حمایت‌گرایی مدرن» بود.
بسیاری از روشنفکران و سیاستمداران آمریکایی در طی دوره ابتلای کشور احساس کردند که تئوری تجارت آزاد که توسط اقتصاددانان کلاسیک انگلیس مطرح می‌شود متناسب با کشور آن‌ها نیست. آن‌ها استدلال کردند که این کشور باید صنایع تولیدی را توسعه دهد و از حمایت‌های دولتی و یارانه‌ها برای این منظور استفاده کند، همان‌طور که انگلیس قبل از آن‌ها این کار را کرده بود. بسیاری از اقتصاددانان بزرگ آمریکایی در آن زمان، تا ربع آخر قرن نوزدهم، طرفداران سرسخت حمایت از صنایع بودند: دانیل ریموند که بر لیست فردریش، متیو کری و پسرش هنری، که از مشاوران اقتصادی لینکلن بود، تأثیرگذار بود. رهبر فکری این جنبش الکساندر همیلتون، اولین وزیر خزانه داری ایالات متحده (۱۷۹۵–۱۷۸۹) بود؛ بنابراین، برخلاف تئوری مزیت نسبی دیوید ریکاردو بود که ایالات متحده از صنعت خود محافظت کرد. آن‌ها از ابتدای قرن نوزدهم تا اواسط قرن ۲۰ پس از جنگ جهانی دوم سیاست حمایت‌گرایی را دنبال کردند.
الکساندر همیلتون در گزارش دربارهٔ تولیدات که اولین متن بیانگر تئوری حمایت از گرایش مدرن است، استدلال کرد که اگر یک کشور بخواهد فعالیت جدیدی را در خاک خود توسعه دهد، باید موقتاً از آن حمایت کند. به گفته وی، این حمایت در برابر تولیدکنندگان خارجی می‌تواند به شکل عوارض واردات یا در موارد نادر، ممنوعیت واردات باشد. وی خواستار موانع گمرکی برای اجازه دادن به توسعه صنعتی آمریکا و کمک به محافظت از صنایع شیرخوار، از جمله پاداش (یارانه) ناشی از بخشی از این تعرفه‌ها شد. وی همچنین معتقد بود که وظایف مربوط به مواد اولیه باید به‌طور کلی کم باشد. همیلتون استدلال کرد که علی‌رغم «افزایش قیمت» اولیه ناشی از مقرراتی که رقابت خارجی را کنترل می‌کند، به محض اینکه «تولید داخلی به کمال برسد … همیشه ارزان‌تر می‌شود.»
او معتقد بود استقلال سیاسی از استقلال اقتصادی ناشی می‌شود. تأمین داخلی کالاهای تولیدی، به ویژه مواد جنگی، به عنوان مسئله امنیت ملی تلقی می‌شد و او ترسید که سیاست انگلیس در قبال مستعمرات، ایالات متحده را محکوم کند که فقط تولیدکننده محصولات کشاورزی و مواد اولیه است.
انگلیس نخست نمی‌خواست مستعمرات آمریکا را صنعتی کند و برای این منظور سیاست‌هایی را به کار گرفت (به عنوان مثال، ممنوعیت فعالیت‌های تولیدی با ارزش افزوده بالا). تحت حاکمیت انگلیس، استفاده از تعرفه‌ها برای محافظت از صنایع جدید خود از آمریکا محروم شد. این توضیح می‌دهد که چرا، پس از استقلال، قانون تعرفه سال ۱۷۸۹ دومین لایحه جمهوری بود که توسط پرزیدنت واشینگتن امضا شد و به کنگره اجازه می‌دهد تعرفه ثابت ۵٪ را بر کل واردات اعمال کند، به استثنای چند مورد. کنگره با تصویب یک قانون تعرفه‌ای (۱۷۸۹)، ۵٪ تعرفه نرخ ثابت را برای کلیه واردات وضع کرد.
میان سال ۱۷۹۲ و جنگ با انگلیس در سال ۱۸۱۲، سطح تعرفه متوسط در حدود ۱۲٫۵ درصد باقی مانده است. در سال ۱۸۱۲ برای مقابله با افزایش هزینه‌های عمومی به دلیل جنگ، همه تعرفه‌ها به‌طور متوسط ۲۵٪ دو برابر شد. در سال ۱۸۱۶، هنگامی که قانونی جدید برای نزدیک نگه داشتن تعرفه به سطح زمان جنگ - به ویژه کالاهای پنبه ای، پشمی و آهن محافظت شده، تغییر قابل توجهی در سیاست اتفاق افتاد.منافع صنعتی آمریکا که به دلیل تعرفه‌ها برای حفظ آن شکوفا شده بود، افزایش یافت و در سال ۱۸۱۶ به ۳۵ درصد افزایش یافت. مردم تصویب کردند و تا سال ۱۸۲۰، تعرفه متوسط آمریکا تا ۴۰ درصد بود.
در قرن نوزدهم، دولتمردانی مانند سناتور هنری کلی مضامین همیلتون را در حزب ویگ تحت عنوان "سیستم آمریکایی متشکل از محافظت از صنایع و توسعه زیرساخت‌ها در مخالفت صریح باً سیستم انگلیس "تجارت آزاد ادامه دادند. قبل از ۱۸۶۰ آن‌ها همیشه توسط دموکرات‌های کم تعرفه شکست خوردند.از سال ۱۸۴۶ تا ۱۸۶۱، که طی آن تعرفه‌های آمریکا کاهش یافت، اما به دنبال آن یک سری رکودها و وحشت سال ۱۸۵۷ به وجود آمد که سرانجام منجر به تقاضای تعرفه‌های بالاتر از رئیس‌جمهور جیمز بوکنان، امضا شده در سال ۱۸۶۱ (تعرفه موریل) شد.
در طول جنگ داخلی آمریکا (۱۸۶۵–۱۸۶۱)، منافع کشاورزی در جنوب با هرگونه محافظت مخالف بود، در حالی که منافع تولیدی در شمال می‌خواستند آن را حفظ کنند. این جنگ پیروزی حمایت‌گرایان کشورهای صنعتی شمال بر بازرگانان آزاد جنوب بود. آبراهام لینکلن یک حمایت‌گرایانه مانند هنری کلی از حزب ویگ بود، که از "سیستم آمریکایی" مبتنی بر توسعه زیرساخت‌ها و حمایت از حمایت می‌کرد. در سال ۱۸۴۷، وی اعلام کرد: "تعرفه حمایتی به ما بدهید و ما بزرگترین ملت روی زمین را خواهیم داشت". لینکلن پس از انتخاب، تعرفه‌های صنعتی را بالا برد و پس از جنگ، تعرفه‌ها در سطح یا بالاتر از زمان جنگ باقی ماند. تعرفه‌های بالا سیاستی بود که برای تشویق صنعتی شدن سریع و محافظت از نرخ بالای دستمزد آمریکا طراحی شده بود. این سیاست از سال ۱۸۶۰ تا ۱۹۳۳ معمولاً تعرفه‌های محافظتی بالا بود (به غیر از ۱۹۱۳ تا ۲۱). پس از سال ۱۸۹۰، تعرفه پشم صنعت مهمی را تحت تأثیر قرار داد، اما در غیر این صورت این تعرفه‌ها برای بالا نگه داشتن دستمزد آمریکا طراحی شد. سنت محافظه کار جمهوری‌خواه، نمونه‌ای از ویلیام مک کینلی، تعرفه بالایی بود، در حالی که دموکرات‌ها معمولاً خواستار تعرفه پایین‌تری برای کمک به مصرف‌کنندگان بودند اما آن‌ها همیشه تا سال ۱۹۱۳ شکست خوردند. در اوایل دهه ۱۸۶۰، اروپا و ایالات متحده سیاست بازرگانی کاملاً متفاوتی را دنبال کردند. دهه ۱۸۶۰ دوره رشد حمایت‌گرایی در ایالات متحده بود، در حالی که مرحله تجارت آزاد اروپا از ۱۸۶۰ تا ۱۸۹۲ ادامه داشت. نرخ تعرفه متوسط واردات کالاهای تولیدی در سال ۱۸۷۵ از ۴۰٪ به ۵۰٪ در ایالات متحده در برابر ۹٪ بود. در اوج تجارت آزاد به ۱۲٪ در قاره اروپا. در سال ۱۸۹۶، GOP متعهد شد که "وفاداری ما به سیاست حفاظت را به عنوان سنگر استقلال صنعتی آمریکا و بنیان توسعه و رفاه تجدید و تأکید کند. این سیاست واقعی آمریکا از محصولات خارجی مالیات می‌گیرد و صنایع داخلی را تشویق می‌کند. بار درآمد را بر دوش کالاهای خارجی می‌اندازد؛ بازار آمریکا را برای تولیدکننده آمریکایی تأمین می‌کند و استاندارد دستمزد آمریکایی را برای کارگر آمریکایی حفظ می‌کند. در سال ۱۹۱۳، به دنبال پیروزی انتخاباتی دموکرات‌ها در سال ۱۹۱۲، کاهش قابل توجهی در تعرفه متوسط کالاهای تولیدی از ۴۴٪ به ۲۵٪ کاهش یافت. با این حال، جنگ جهانی اول این لایحه را بی اثر کرد و قانون جدید تعرفه‌ای "اضطراری" در سال ۱۹۲۲ و پس از بازگشت جمهوری خواهان به قدرت در سال ۱۹۲۱، وضع شد.

به گفته داگلاس ایروین، مورخ اقتصادی، یک افسانه رایج در مورد سیاست تجاری ایالات متحده این است که تعرفه‌های پایین به تولیدکنندگان آمریکایی در اوایل قرن نوزدهم آسیب می‌رساند و سپس تعرفه‌های بالا ایالات متحده را به یک قدرت بزرگ صنعتی در اواخر قرن نوزدهم تبدیل می‌کند. مروری توسط کتاب اکونومیست ایروین در سال ۲۰۱۷ برخورد با تجارت: تاریخچه سیاست تجارت ایالات متحده یادداشت‌ها:
پویایی سیاسی مردم را وادار می‌کند که میان تعرفه‌ها و چرخه اقتصادی که در آنجا وجود ندارد پیوندی ببینند. یک رونق درآمد کافی برای سقوط تعرفه‌ها را به وجود می‌آورد و هنگامی که فشار وارد می‌شود فشار برای افزایش مجدد آن‌ها ایجاد می‌شود. تا زمانی که این اتفاق رخ می‌داد، اقتصاد در حال بهبود بود و این تصور را ایجاد کرد که کاهش تعرفه‌ها باعث سقوط شده و عکس آن باعث بهبود شد. آقای اروین همچنین این روش را که حمایت‌گرایی از آمریکا به یک قدرت بزرگ صنعتی تبدیل کرده است، به روش کلی برطرف می‌کند، عقیده‌ای که امروزه به عقیده برخی ارائه دروس برای کشورهای در حال توسعه است. از آنجا که سهم تولید جهانی آن از ۲۳ درصد در سال ۱۸۷۰ به ۳۶ درصد در سال ۱۹۱۳ رسیده است، تعرفه‌های بالقوه بالای آن زمان با هزینه‌ای در حدود ۰٫۵ درصد از تولید ناخالص داخلی در اواسط دهه ۱۸۷۰ برآورد شده است. در بعضی از صنایع، ممکن است چند سال پیشرفت داشته باشند. اما رشد آمریکا در دوره حمایت از آن بیشتر مربوط به منابع فراوان و گشودگی مردم و عقاید بود. 
اقتصاددان‌ها-جون چانگ به نوبه خود این ایده را که ایالات متحده توسعه یافته و با اتخاذ تجارت آزاد به رده‌های بالای سلسله مراتب اقتصادی جهان رسیده است، رد می‌کند. برعکس، به گفته وی، آن‌ها سیاست مداخله جویی را برای ارتقا و محافظت از صنایع خود از طریق تعرفه‌ها در پیش گرفته‌اند. این سیاست حمایت‌گرایانه آن‌ها بود که به ایالات متحده امکان می‌داد سریعترین رشد اقتصادی را در سراسر قرن ۱۹ و دهه ۱۹۲۰ تجربه کند.

#### تعرفه‌ها و رکود بزرگ
بیشتر اقتصاددانان عقیده دارند که قانون تعرفه گذاری ایالات متحده تا حد زیادی وخیم تر نشده است:
میلتون فریدمن عقیده داشت که تعرفه اسموت – هاولی در سال ۱۹۳۰ باعث رکود بزرگ نمی‌شود، در عوض علت عدم اقدام کافی از سوی فدرال رزرو را مقصر دانست. داگلاس آ. اروین نوشت: «بیشتر اقتصاددانان، چه لیبرال و چه محافظه‌کار، شک دارند که اسموت – هاولی در انقباض بعدی نقش بسیاری داشته است».
پیتر تمین، اقتصاددان در انستیتوی فناوری ماساچوست، توضیح داد که تعرفه یک سیاست انبساطی است، مانند کاهش ارزش، زیرا تقاضا را از تولیدکنندگان خارجی به سمت داخلی سوق می‌دهد. وی خاطرنشان کرد که صادرات ۷ درصد GNP در سال ۱۹۲۹ بود، در دو سال آینده ۱٫۵ درصد از GNP سال ۱۹۲۹ کاهش یافت و با افزایش تقاضای داخلی از تعرفه‌ها، این سقوط جبران شد. وی نتیجه گرفت که برخلاف استدلال مشهور، اثر انقباضی تعرفه کم است.
ویلیام برنشتاین نوشت: "میان سال‌های ۱۹۲۹ و ۱۹۳۲، تولید ناخالص داخلی واقعی در سراسر جهان ۱۷ درصد و در ایالات متحده ۲۶ درصد کاهش یافت، اما اکنون بیشتر مورخان اقتصادی معتقدند که فقط یک بخش کوچک از آن ضرر بزرگ تولید ناخالص داخلی جهان و تولید ایالات متحده است. تولید ناخالص داخلی را می‌توان به جنگ‌های تعرفه‌ای نسبت داد. .. در زمان عبور اسموت-هاولی، حجم تجارت فقط ۹ درصد از تولید اقتصادی جهان را تشکیل می‌داد. یافته شده است، تولید ناخالص داخلی جهان به همان میزان کاهش می‌یابد - ۹ درصد. میان سال‌های ۱۹۳۰ و ۱۹۳۳، حجم تجارت جهانی یک سوم به نصف کاهش یافته است. بسته به نحوه اندازه‌گیری میزان سقوط، این محاسبه ۳ تا ۵ درصد است تولید ناخالص داخلی جهان، و این خسارات تا حدودی توسط کالاهای داخلی گران‌تر ساخته شده است؛ بنابراین، خسارت وارد شده احتمالاً نمی‌تواند از ۱ یا ۲ درصد تولید ناخالص داخلی جهان فراتر رود - در هیچ‌کجای ۱۷ درصد سقوط در دوره رکود بزرگ … اجتناب ناپذیر
نتیجه‌گیری: برخلاف تصور عمومی، اسموت-هاولی رکود بزرگ را ایجاد نکرد، یا حتی به‌طور قابل توجهی عمیق‌تر کرد "(یک تبادل عالی: چگونه تجارت جهان را شکل داد، ویلیام برنشتاین)
موریس آلایز، برنده جایزه نوبل، استدلال کرد: "اول، بیشتر انقباضات تجاری میان ژانویه ۱۹۳۰ و ژوئیه ۱۹۳۲، قبل از اینکه بیشتر اقدامات حمایتی انجام شود، اتفاق افتاد، به جز اقدامات محدودی که ایالات متحده در تابستان ۱۹۳۰ اعمال کرد؛ بنابراین، این سقوط بود نقدینگی بین‌المللی که باعث انقباض تجارت شده است، نه تعرفه‌های گمرک

### روسیه
روسیه بیش از هر کشور دیگر اقدامات تجاری حمایت‌گرایانه را در سال ۲۰۱۳ اتخاذ کرد و این کشور را به عنوان رهبر جهانی در حمایت از گرایش شناخته است. این به تنهایی ۲۰٪ اقدامات حمایت‌گرایانه در سراسر جهان و یک سوم اقدامات در کشورهای G20 را معرفی کرد. سیاست‌های حمایت‌گرایانه روسیه شامل اقدامات تعرفه ای، محدودیت‌های واردات، اقدامات بهداشتی و یارانه مستقیم به شرکت‌های داخلی است. به عنوان مثال، دولت چندین بخش اقتصادی مانند کشاورزی، فضا، خودرو، الکترونیک، شیمی و انرژی را پشتیبانی کرد.

### هند
هند از سال ۲۰۱۷، به عنوان بخشی از تبلیغ برنامه «ساخت در هند» برای تحریک و محافظت از صنعت تولید داخلی و مبارزه با کسری حساب جاری، تعرفه‌های زیادی را برای چندین کالای الکترونیکی و «کالاهای غیر ضروری» وضع کرده است. این مربوط به اقلام وارداتی از کشورهایی مانند چین و کره جنوبی است. به عنوان مثال، برنامه ملی انرژی خورشیدی هند با الزام به استفاده از سلول‌های خورشیدی ساخت هند، تولیدکنندگان داخلی را مورد حمایت قرار می‌دهد.

### ارمنستان
ارمنستان، کشوری واقع در غرب آسیا، خدمات سفارشی خود را به دستور رئیس‌جمهور ارمنستان در ۴ ژانویه ۱۹۹۲ تأسیس کرد. در تاریخ ۲ ژانویه ۲۰۱۵، ارمنستان به اتحادیه گمرکی اوراسیا دسترسی یافت که توسط فدراسیون روسیه و EAEU هدایت می‌شود. این منجر به افزایش تعداد تعرفه‌های واردات می‌شود. ارمنستان در حال حاضر مالیات صادراتی ندارد. علاوه بر این، واردات موقت و واردات دولتی را برای واردات دولت یا به موجب سایر واردات کمک بین‌المللی اعلام نمی‌کند.

## عوارض گمرکی
عوارض گمرکی یا سررسید آن مالیات غیر مستقیم است که از واردات یا صادرات کالا در بازرگانی بین‌الملل گرفته می‌شود. از نظر اقتصادی، عوارض نیز نوعی مالیات بر مصرف است. عوارضی که از کالاهای وارداتی اخذ می‌شود به عنوان عوارض واردات شناخته می‌شود. به همین ترتیب، عوارضی که از صادرات گرفته می‌شود، عوارض صادراتی نامیده می‌شود. تعرفه، که در واقع لیستی از کالاها به همراه نرخ قابل دریافت (میزان) عوارض گمرکی است، به‌طور عام به عنوان عوارض گمرکی شناخته می‌شود.

### محاسبه عوارض گمرکی
عوارض گمرکی با تعیین مقدار قابل ارزیابی در مورد مواردی که عوارض برای آن‌ها گرفته می‌شود محاسبه می‌شود. این غالباً ارزش معامله است مگر اینکه یک افسر گمرک مطابق با سیستم هماهنگ ارزش قابل ارزیابی را تعیین کند. برای برخی از اقلام مانند نفت و الکل، عوارض گمرکی با نرخ خاصی اعمال می‌شود که به حجم محموله‌های وارداتی یا صادراتی اعمال می‌شود.

### سیستم نامگذاری هماهنگ
برای ارزیابی مالیات گمرکی، به محصولات کد شناسایی داده می‌شود که به عنوان کد سیستم هماهنگ شناخته می‌شود. این کد توسط سازمان جهانی گمرک مستقر در بروکسل تهیه شده است. کد سیستم هماهنگ ممکن است از چهار تا ده رقم باشد. به عنوان مثال، ۱۷٫۰۳ کد HS برای ملاس حاصل از استخراج یا تصفیه شکر است. با این حال، در تاریخ ۱۷٫۰۳، شماره ۱۷٫۰۳٫۹۰ مخفف "Molasses (Exclusive Cane Molasses)" است.
معرفی کد سیستم هماهنگ در دهه ۱۹۹۰ تا حد زیادی جایگزین طبقه‌بندی استاندارد تجارت بین‌المللی (SITC) شده است، اگرچه SITC همچنان برای اهداف آماری استفاده می‌شود. در تهیه تعرفه ملی، بخش‌های درآمد اغلب نرخ عوارض گمرکی را با مراجعه به کد HS محصول تعیین می‌کنند. در برخی از کشورها و اتحادیه‌های گمرکی، کدهای ۶ رقمی HS به‌طور محلی به ۸ رقم یا ۱۰ رقم برای تبعیض بیشتر تعرفه‌ای گسترش می‌یابد: به عنوان مثال اتحادیه اروپا از کدهای ۸ رقمی CN (نام ترکیبی) و ۱۰ رقمی TARIC خود استفاده می‌کند.

### مرجع گمرکی
یک مرجع گمرکی در هر کشور مسئول جمع‌آوری مالیات از واردات یا صادرات کالا به خارج از کشور است. به‌طور معمول، مرجع گمرکی که طبق قوانین ملی عمل می‌کند، مجاز به بررسی محموله برای تعیین مشخصات واقعی، مقدار یا مقدار مشخصات است، به طوری که ارزش قابل ارزیابی و نرخ عوارض به درستی تعیین و اعمال می‌شود.

### فرار از حقوق گمرکی
فرار از حقوق گمرکی عمدتاً به دو روش صورت می‌گیرد. در یک، بازرگان مقدار را کمتر اعلام می‌کند تا ارزش قابل ارزیابی کمتر از واقعی باشد. به همین ترتیب، او می‌تواند با کم آوردن مقدار یا حجم محصول تجاری، از پرداخت عوارض گمرکی بپرهیزد.  همچنین ممکن است بازرگان با ارائه نادرست کالاهای مورد معامله، از وظیفه طفره رود و کالاها را به عنوان کالاهایی طبقه‌بندی کند که حقوق گمرکی پایین‌تری دارند. فرار از حقوق گمرکی ممکن است با همکاری مقامات گمرکی یا بدون آن انجام شود.

### کالاهای بدون عوارض گمرکی
بسیاری از کشورها به مسافر اجازه می‌دهند کالا را بدون عوارض وارد کشور کند. این کالاها ممکن است در بندرها و فرودگاه‌ها یا گاهی در داخل یک کشور بدون جلب مالیات معمول دولت خریداری و سپس بدون عوارض به کشور دیگری وارد شوند. برخی از کشورها کمک هزینه‌هایی را اعمال می‌کنند که تعداد یا ارزش کالاهای بدون عوارض را که یک شخص می‌تواند به کشور بیاورد محدود می‌کند. این محدودیت‌ها اغلب در مورد تنباکو، شراب، مشروبات الکلی، مواد آرایشی، هدایا و سوغاتی اعمال می‌شود. غالباً دیپلمات‌های خارجی و مقامات سازمان ملل از کالاهای بدون عوارض برخوردار هستند. کالاهای بدون عوارض وارد و ذخیره می‌شود در جایی که انبار باند شده نامیده می‌شود.

### محاسبه وظیفه برای شرکت‌ها در زندگی واقعی
با بسیاری از روش‌ها و مقررات، بنگاه‌ها در بعضی مواقع برای مدیریت وظایف خود تلاش می‌کنند. علاوه بر مشکلات در محاسبات، تجزیه و تحلیل وظایف نیز وجود دارد؛ و گزینه‌های بدون عوارض مانند استفاده از انبار باند شده را انتخاب کنید.
شرکت‌ها از نرم‌افزار Enterprise Resource Planning (ERP) برای محاسبه خودکار وظایف استفاده می‌کنند تا از یک طرف از کارهای دستی مستعد خطا در مقررات و فرمول‌های وظیفه جلوگیری کنند و از طرف دیگر، وظایف پرداخت شده تاریخی را مدیریت و تجزیه و تحلیل کنند. علاوه بر این، نرم‌افزار ERP گزینه‌ای را برای انبارهای گمرک برای صرفه جویی در پرداخت عوارض و مالیات بر ارزش افزوده ارائه می‌دهد. علاوه بر این، به تعویق انداختن وظیفه و تعلیق نیز می‌تواند مورد توجه قرار گیرد.

## تحلیل اقتصادی
نظریه پردازان اقتصادی نئوکلاسیک تمایل دارند تعرفه‌ها را تحریف بازار آزاد بدانند. تجزیه و تحلیل‌های معمول نشان می‌دهد که تعرفه‌ها به نفع تولیدکنندگان داخلی و دولت به هزینه مصرف‌کنندگان است و اثرات خالص رفاهی تعرفه بر کشور وارد کننده منفی است زیرا شرکت‌های داخلی با کارایی بیشتری تولید نمی‌کنند، زیرا رقابت خارجی وجود ندارد.
بنابراین، مصرف‌کنندگان داخلی تحت تأثیر قرار می‌گیرند زیرا قیمت به دلیل هزینه‌های زیاد ناشی از تولید ناکارآمد بالاتر است یا اگر شرکت‌ها قادر به تهیه مواد ارزان‌تر از خارج نیستند، بنابراین مقرون به صرفه بودن محصولات را کاهش می‌دهند. قضاوت‌های هنجاری اغلب از این یافته‌ها حاصل می‌شود، یعنی اینکه محافظت مصنوعی یک صنعت از بازارهای جهانی برای یک کشور ضرر دارد و ممکن است بهتر باشد که یک فروپاشی رخ دهد. مخالفت با همه تعرفه‌ها کاهش تعرفه‌ها و جلوگیری از تبعیض کشورها در هنگام اعمال تعرفه‌ها میان کشورهای مختلف است. نمودارهای سمت راست نشان دهنده هزینه‌ها و مزایای اعمال تعرفه برای کالایی در اقتصاد داخلی است.

## تحلیل سیاسی
این تعرفه به عنوان ابزاری سیاسی برای استقرار یک کشور مستقل مورد استفاده قرار گرفته است. به عنوان مثال، قانون تعرفه ایالات متحده در سال ۱۷۸۹، که به‌طور خاص در ۴ ژوئیه امضا شد، توسط روزنامه‌ها «اعلامیه دوم استقلال» نامیده شد، زیرا هدف آن وسیله اقتصادی برای دستیابی به هدف سیاسی یک کشور مستقل و مستقل بود. تأثیر سیاسی تعرفه‌ها بسته به دیدگاه سیاسی قضاوت می‌شود. به عنوان مثال تعرفه فولاد ۲۰۰۲ ایالات متحده برای انواع محصولات فولادی وارداتی برای مدت سه سال ۳۰٪ تعرفه اعمال کرد و تولیدکنندگان فولاد آمریکایی از این تعرفه حمایت کردند. تعرفه‌ها می‌توانند به عنوان یک مسئله سیاسی قبل از انتخابات مطرح شوند. در آستانه انتخابات فدرال استرالیا در سال ۲۰۰۷، حزب کارگر استرالیا اعلام کرد که در صورت انتخاب تعرفه‌های اتومبیل استرالیا را مورد بررسی قرار خواهد داد. حزب لیبرال نیز تعهد مشابهی را اتخاذ کرد، در حالی که نامزد مستقل نیک گزنفون قصد خود را برای معرفی قوانین مبتنی بر تعرفه «به عنوان یک فوریت» اعلام کرد. شناخته شده است که تعرفه‌های نامطبوع باعث ایجاد ناآرامی‌های اجتماعی شده است، به عنوان مثال شورش‌های گوشت ۱۹۰۵ در شیلی که در اعتراض به تعرفه‌های اعمال شده بر واردات گاو از آرژانتین ایجاد شد.